# کورتون (ترکیه)
کورتون (به ترکی استانبولی: Kürtün) یک منطقهٔ مسکونی در ترکیه است که در استان گوموش‌خانه واقع شده‌است.